# Liga de Campeones de la Concacaf 2009-10
La Liga de Campeones de la Concacaf 2009-2010 fue la segunda edición de la Liga de Campeones de la Concacaf. Se disputó entre agosto de 2009 y abril de 2010. Su formato de competición es parecido al de la Liga de Campeones de la UEFA. Se clasificaron ocho equipos directos a la fase de grupos (2 de los Estados Unidos, 2 de México, y 1 de Costa Rica, El Salvador, Guatemala, y Honduras), mientras que 16 equipos jugaron una fase previa de clasificación. El Pachuca de México fue el ganador de este torneo al derrotar al Cruz Azul con un gol en el último minuto en la final de vuelta. Por primera vez un equipo canadiense pierde jugando en casa: Toronto FC 0-1 Puerto Rico Islanders.

## Equipos participantes
En la Liga de Campeones de la Concacaf 2009-2010 participan 24 equipos de un máximo de 13 países.
De acuerdo con los nuevos requerimientos de estadios exigidos por Concacaf, la Federación de Fútbol de Belice fallo al cumplir con todos los requerimientos. El lugar destinado para su campeón Nizhee Corozal fue cedido a Real España de Honduras. De acuerdo con los resultados de la temporada anterior, Honduras fue el mejor representante de Centroamérica.
La Federación Nicaragüense de Fútbol también fallo al cumplir con todos los requerimientos, el lugar destinado para su campeón Real Estelí fue cedido a Herediano de Costa Rica. De acuerdo con los resultados de la temporada anterior, Panamá fue la segunda mejor representante de Centroamérica, por lo tanto, el lugar de Nicaragua sería para ella, pero debido a los requerimientos de Concacaf su capacidad de equipos estaba completa, la vacante se cedió al siguiente lugar: El Salvador, Guatemala y Costa Rica compartían esa posición, el lugar se cedió a Costa Rica por sus resultados históricos.
Cabe mencionar que el Chalatenango iba a participar por El Salvador, la cual declinó ante la Concacaf. Por ello fue invitado el Club Deportivo Luis Ángel Firpo, el cual ocupó su lugar.

## Localía de los equipos
Distribución geográfica de las sedes de los equipos participantes

## Formato
De los 24 equipos calificados, 16 competirán en la ronda preliminar y ocho desde la fase de grupos, el sorteo para el emparejamiento de grupos se realizó el 11 de junio de 2009 en las oficinas de la Concacaf en la ciudad de Nueva York.
| Fase de grupos     | Fase de grupos | Fase de grupos     | Fase de grupos        |
| Grupo A            | Grupo A        | Grupo B            | Grupo B               |
| ------------------ | -------------- | ------------------ | --------------------- |
| Toluca             | Columbus Crew  | Deportivo Saprissa | Comunicaciones        |
| Pumas U.N.A.M.     | Houston Dynamo | Marathón           | Isidro Metapán        |
| Fase preliminar    |                |                    |                       |
| Grupo A            | Grupo A        | Grupo B            | Grupo B               |
| Cruz Azul          | Liberia Mía    | Real España        | Herediano             |
| Pachuca            | Olimpia        | Firpo              | W Connection          |
| New York Red Bulls | San Francisco  | Jalapa             | Puerto Rico Islanders |
| D.C. United        | Toronto FC     | Árabe Unido        | San Juan Jabloteh     |

## Primera fase
La primera fase fue de eliminación directa. Los partidos de ida se jugaron entre el 28 y el 30 de julio de 2009; y los juegos de vuelta se jugaron entre el 4 y el 6 de agosto de 2009. Los ganadores avanzaron a la segunda fase junto a los 8 equipos previamente clasificados.
| N.º | Local ida     | Resultado global | Local vuelta          | Ida | Vuelta |
| --- | ------------- | ---------------- | --------------------- | --- | ------ |
| 1   | San Francisco | 2-3              | San Juan Jabloteh     | 2-0 | 0-3    |
| 2   | Pachuca       | 10-1             | Deportivo Jalapa      | 3-0 | 7-1    |
| 3   | W Connection  | 4-3              | New York Red Bulls    | 2-2 | 2-1    |
| 4   | Olimpia       | 2-2 (v.)         | Árabe Unido           | 2-1 | 0-1    |
| 5   | Herediano     | 2-6              | Cruz Azul             | 2-6 | 0-0    |
| 6   | D.C. United   | (5-4 p.) 2-2     | Luis Ángel Firpo      | 1-1 | 1-1    |
| 7   | Liberia Mía   | 3-6              | Real España           | 3-0 | 0-6    |
| 8   | Toronto       | 0-1              | Puerto Rico Islanders | 0-1 | 0-0    |

## Segunda fase
Llamada fase de grupos, para la que se clasificaron los equipos campeones de México, Estados Unidos, Costa Rica, Honduras, Guatemala, Panamá y El Salvador, además de los ocho equipos ganadores de la fase previa. Esta fase se jugará entre los meses de agosto y octubre de 2009. El criterio para desempate entre clubes igualados en puntos será el mismo que se usa en Europa, los enfrentamientos directo entre los equipos involucrados.

### Grupo A
| Equipo         | Pts. | PJ | PG | PE | PP | GF | GC | Dif |
| -------------- | ---- | -- | -- | -- | -- | -- | -- | --- |
| Pachuca        | 15   | 6  | 5  | 0  | 1  | 15 | 4  | +11 |
| Árabe Unido    | 10   | 6  | 3  | 1  | 2  | 13 | 9  | +4  |
| Houston Dynamo | 7    | 6  | 2  | 1  | 3  | 9  | 8  | +1  |
| Isidro Metapán | 3    | 6  | 1  | 0  | 5  | 3  | 19 | -16 |

| Fecha            | Lugar       | Local          | Resultado | Visitante      |
| ---------------- | ----------- | -------------- | --------- | -------------- |
| 19 de agosto     | Houston     | Houston Dynamo | 1-0       | Isidro Metapán |
| 19 de agosto     | La Chorrera | Árabe Unido    | 4-1       | Pachuca        |
| 25 de agosto     | Pachuca     | Pachuca        | 5-0       | Isidro Metapán |
| 26 de agosto     | La Chorrera | Árabe Unido    | 1-1       | Houston Dynamo |
| 15 de septiembre | Metapán     | Isidro Metapán | 0-1       | Árabe Unido    |
| 16 de septiembre | Pachuca     | Pachuca        | 2-0       | Houston Dynamo |
| 22 de septiembre | Metapán     | Isidro Metapán | 0-4       | Pachuca        |
| 22 de septiembre | Houston     | Houston Dynamo | 5-1       | Árabe Unido    |
| 29 de septiembre | La Chorrera | Árabe Unido    | 6-0       | Isidro Metapán |
| 30 de septiembre | Houston     | Houston Dynamo | 0-1       | Pachuca        |
| 21 de octubre    | Pachuca     | Pachuca        | 2-0       | Árabe Unido    |
| 21 de octubre    | Metapán     | Isidro Metapán | 3-2       | Houston Dynamo |

### Grupo B
| Equipo            | Pts. | PJ | PG | PE | PP | GF | GC | Dif |
| ----------------- | ---- | -- | -- | -- | -- | -- | -- | --- |
| Toluca            | 13   | 6  | 4  | 1  | 1  | 15 | 4  | +11 |
| Marathón          | 12   | 6  | 4  | 0  | 2  | 12 | 14 | -2  |
| D.C. United       | 10   | 6  | 3  | 1  | 2  | 12 | 8  | +4  |
| San Juan Jabloteh | 0    | 6  | 0  | 0  | 6  | 4  | 17 | -13 |

| Fecha            | Lugar            | Local             | Resultado | Visitante         |
| ---------------- | ---------------- | ----------------- | --------- | ----------------- |
| 18 de agosto     | San Pedro Sula   | Marathón          | 3-1       | D.C. United       |
| 20 de agosto     | Puerto España    | San Juan Jabloteh | 0-1       | Toluca            |
| 26 de agosto     | Washington D. C. | D.C. United       | 1-3       | Toluca            |
| 26 de agosto     | San Pedro Sula   | Marathón          | 3-1       | San Juan Jabloteh |
| 15 de septiembre | Puerto España    | San Juan Jabloteh | 0-1       | D.C. United       |
| 17 de septiembre | Toluca           | Toluca            | 7-0       | Marathón          |
| 23 de septiembre | Toluca           | Toluca            | 3-0       | San Juan Jabloteh |
| 24 de septiembre | Washington D. C. | D.C. United       | 3-0       | Marathón          |
| 30 de septiembre | Washington D. C. | D.C. United       | 5-1       | San Juan Jabloteh |
| 1 de octubre     | San Pedro Sula   | Marathón          | 2-0       | Toluca            |
| 20 de octubre    | Toluca           | Toluca            | 1-1       | D.C. United       |
| 22 de octubre    | Puerto España    | San Juan Jabloteh | 2-4       | Marathón          |

### Grupo C
| Equipo                | Pts. | PJ | PG | PE | PP | GF | GC | Dif |
| --------------------- | ---- | -- | -- | -- | -- | -- | -- | --- |
| Cruz Azul             | 16   | 6  | 5  | 1  | 0  | 16 | 4  | +12 |
| Columbus Crew         | 8    | 6  | 2  | 2  | 2  | 5  | 9  | -4  |
| Deportivo Saprissa    | 5    | 6  | 1  | 2  | 3  | 6  | 8  | -2  |
| Puerto Rico Islanders | 3    | 6  | 0  | 3  | 3  | 6  | 12 | -6  |

| Fecha            | Lugar             | Local                 | Resultado | Visitante             |
| ---------------- | ----------------- | --------------------- | --------- | --------------------- |
| 18 de agosto     | Columbus          | Columbus Crew         | 2-0       | Puerto Rico Islanders |
| 19 de agosto     | Ciudad de México  | Cruz Azul             | 2-0       | Deportivo Saprissa    |
| 25 de agosto     | San Juan de Tibás | Deportivo Saprissa    | 3-1       | Puerto Rico Islanders |
| 26 de agosto     | Ciudad de México  | Cruz Azul             | 5-0       | Columbus Crew         |
| 14 de septiembre | Bayamón           | Puerto Rico Islanders | 3-3       | Cruz Azul             |
| 16 de septiembre | San Juan de Tibás | Deportivo Saprissa    | 0-1       | Columbus Crew         |
| 22 de septiembre | Bayamón           | Puerto Rico Islanders | 1-1       | Deportivo Saprissa    |
| 23 de septiembre | Columbus          | Columbus Crew         | 0-2       | Cruz Azul             |
| 29 de septiembre | Columbus          | Columbus Crew         | 1-1       | Deportivo Saprissa    |
| 29 de septiembre | Ciudad de México  | Cruz Azul             | 2-0       | Puerto Rico Islanders |
| 20 de octubre    | Bayamón           | Puerto Rico Islanders | 1-1       | Columbus Crew         |
| 20 de octubre    | San Juan de Tibás | Deportivo Saprissa    | 1-2       | Cruz Azul             |

### Grupo D
| Equipo         | Pts. | PJ | PG | PE | PP | GF | GC | Dif |
| -------------- | ---- | -- | -- | -- | -- | -- | -- | --- |
| Pumas UNAM     | 13   | 6  | 4  | 1  | 1  | 15 | 6  | +9  |
| Comunicaciones | 9    | 6  | 3  | 0  | 3  | 6  | 8  | -2  |
| W Connection   | 7    | 6  | 2  | 1  | 3  | 10 | 9  | +1  |
| Real España    | 6    | 6  | 2  | 0  | 4  | 6  | 14 | -8  |

| Fecha            | Lugar               | Local          | Resultado | Visitante      |
| ---------------- | ------------------- | -------------- | --------- | -------------- |
| 18 de agosto     | Ciudad de México    | Pumas UNAM     | 1-0       | Comunicaciones |
| 20 de agosto     | San Pedro Sula      | Real España    | 1-0       | W Connection   |
| 27 de agosto     | Marabella           | W Connection   | 1-2       | Comunicaciones |
| 27 de agosto     | San Pedro Sula      | Real España    | 1-5       | Pumas UNAM     |
| 16 de septiembre | Marabella           | W Connection   | 2-2       | Pumas UNAM     |
| 17 de septiembre | Ciudad de Guatemala | Comunicaciones | 2-0       | Real España    |
| 23 de septiembre | Ciudad de Guatemala | Comunicaciones | 0-3       | W Connection   |
| 24 de septiembre | Ciudad de México    | Pumas UNAM     | 4-0       | Real España    |
| 30 de septiembre | Ciudad de México    | Pumas UNAM     | 2-1       | W Connection   |
| 30 de septiembre | San Pedro Sula      | Real España    | 2-0       | Comunicaciones |
| 21 de octubre    | Marabella           | W Connection   | 3-2       | Real España    |
| 22 de octubre    | Ciudad de Guatemala | Comunicaciones | 2-1       | Pumas UNAM     |

## Fase final
Los primeros y segundos clubes de cada uno de los cuatro grupos avanzaron a la etapa de eliminación de la Liga de Campeones de la Concacaf. El sorteo se llevó a cabo el 17 de noviembre de 2009 en Nueva York, sede de la confederación. Estos ocho equipos se sortearon para la ronda de cuartos de final, de manera que un primer lugar de grupo enfrentará a un segundo lugar de grupo.
|  | Cuartos de final                            | Cuartos de final                            | Cuartos de final                            | Cuartos de final                            | Cuartos de final                            |   |    | Semifinales                                | Semifinales                                | Semifinales                                | Semifinales                                | Semifinales                                |  |    | Final                                  | Final                                  | Final                                  | Final                                  | Final                                  |  |
|  | 9/11 de marzo (ida) 16/18 de marzo (vuelta) | 9/11 de marzo (ida) 16/18 de marzo (vuelta) | 9/11 de marzo (ida) 16/18 de marzo (vuelta) | 9/11 de marzo (ida) 16/18 de marzo (vuelta) | 9/11 de marzo (ida) 16/18 de marzo (vuelta) |   |    | 30/31 de marzo (ida) 6/7 de abril (vuelta) | 30/31 de marzo (ida) 6/7 de abril (vuelta) | 30/31 de marzo (ida) 6/7 de abril (vuelta) | 30/31 de marzo (ida) 6/7 de abril (vuelta) | 30/31 de marzo (ida) 6/7 de abril (vuelta) |  |    | 21 de abril (ida) 28 de abril (vuelta) | 21 de abril (ida) 28 de abril (vuelta) | 21 de abril (ida) 28 de abril (vuelta) | 21 de abril (ida) 28 de abril (vuelta) | 21 de abril (ida) 28 de abril (vuelta) |  |
|  |                                             |                                             |                                             |                                             |                                             |   |    |                                            |                                            |                                            |                                            |                                            |  |    |                                        |                                        |                                        |                                        |                                        |  |
|  |                                             |                                             |                                             |                                             |                                             |   |    |                                            |                                            |                                            |                                            |                                            |  |    |                                        |                                        |                                        |                                        |                                        |  |
|  | B2                                          | Marathón                                    | 2                                           | 1                                           | 3                                           |   |    |                                            |                                            |                                            |                                            |                                            |  |    |                                        |                                        |                                        |                                        |                                        |  |
|  | B2                                          | Marathón                                    | 2                                           | 1                                           | 3                                           |   |    |                                            |                                            |                                            |                                            |                                            |  |    |                                        |                                        |                                        |                                        |                                        |  |
|  | D1                                          | UNAM                                        | 0                                           | 6                                           | 6                                           |   |    |                                            |                                            |                                            |                                            |                                            |  |    |                                        |                                        |                                        |                                        |                                        |  |
|  | D1                                          | UNAM                                        | 0                                           | 6                                           | 6                                           |   | D1 | UNAM                                       | 1                                          | 0                                          | 1                                          |                                            |  |    |                                        |                                        |                                        |                                        |                                        |  |
|  |                                             |                                             |                                             |                                             |                                             |   | D1 | UNAM                                       | 1                                          | 0                                          | 1                                          |                                            |  |    |                                        |                                        |                                        |                                        |                                        |  |
|  |                                             |                                             | C1                                          | Cruz Azul                                   | 0                                           | 5 | 5  |                                            |                                            |                                            |                                            |                                            |  |    |                                        |                                        |                                        |                                        |                                        |  |
|  | A2                                          | Árabe Unido                                 | C1                                          | Cruz Azul                                   | 0                                           | 5 | 5  | 0                                          | 0                                          | 0                                          |                                            |                                            |  |    |                                        |                                        |                                        |                                        |                                        |  |
|  | A2                                          | Árabe Unido                                 |                                             |                                             |                                             |   |    |                                            |                                            | 0                                          |                                            |                                            |  |    |                                        |                                        |                                        |                                        |                                        |  |
|  | C1                                          | Cruz Azul                                   | 1                                           | 3                                           | 4                                           |   |    |                                            |                                            |                                            |                                            |                                            |  |    |                                        |                                        |                                        |                                        |                                        |  |
|  | C1                                          | Cruz Azul                                   | 1                                           | 3                                           | 4                                           |   |    |                                            |                                            |                                            |                                            |                                            |  | C1 | Cruz Azul                              | 2                                      | 0                                      | 2                                      |                                        |  |
|  |                                             |                                             |                                             |                                             |                                             |   |    |                                            |                                            |                                            |                                            |                                            |  | C1 | Cruz Azul                              | 2                                      | 0                                      | 2                                      |                                        |  |
|  |                                             |                                             | A1                                          | Pachuca (v.)                                | 1                                           | 1 | 2  |                                            |                                            |                                            |                                            |                                            |  |    |                                        |                                        |                                        |                                        |                                        |  |
|  | C2                                          | Columbus Crew                               | A1                                          | Pachuca (v.)                                | 1                                           | 1 | 2  | 2                                          | 2                                          | 4                                          |                                            |                                            |  |    |                                        |                                        |                                        |                                        |                                        |  |
|  | C2                                          | Columbus Crew                               |                                             |                                             |                                             |   |    |                                            |                                            | 4                                          |                                            |                                            |  |    |                                        |                                        |                                        |                                        |                                        |  |
|  | B1                                          | Toluca                                      | 2                                           | 3                                           | 5                                           |   |    |                                            |                                            |                                            |                                            |                                            |  |    |                                        |                                        |                                        |                                        |                                        |  |
|  | B1                                          | Toluca                                      | 2                                           | 3                                           | 5                                           |   | B1 | Toluca                                     | 1                                          | 0                                          | 1                                          |                                            |  |    |                                        |                                        |                                        |                                        |                                        |  |
|  |                                             |                                             |                                             |                                             |                                             |   | B1 | Toluca                                     | 1                                          | 0                                          | 1                                          |                                            |  |    |                                        |                                        |                                        |                                        |                                        |  |
|  |                                             |                                             | A1                                          | Pachuca                                     | 1                                           | 1 | 2  |                                            |                                            |                                            |                                            |                                            |  |    |                                        |                                        |                                        |                                        |                                        |  |
|  | D2                                          | Comunicaciones                              | A1                                          | Pachuca                                     | 1                                           | 1 | 2  | 1                                          | 1                                          | 2                                          |                                            |                                            |  |    |                                        |                                        |                                        |                                        |                                        |  |
|  | D2                                          | Comunicaciones                              |                                             |                                             |                                             |   |    |                                            |                                            | 2                                          |                                            |                                            |  |    |                                        |                                        |                                        |                                        |                                        |  |
|  | A1                                          | Pachuca                                     | 1                                           | 2                                           | 3                                           |   |    |                                            |                                            |                                            |                                            |                                            |  |    |                                        |                                        |                                        |                                        |                                        |  |
|  | A1                                          | Pachuca                                     | 1                                           | 2                                           | 3                                           |   |    |                                            |                                            |                                            |                                            |                                            |  |    |                                        |                                        |                                        |                                        |                                        |  |
|  |                                             |                                             |                                             |                                             |                                             |   |    |                                            |                                            |                                            |                                            |                                            |  |    |                                        |                                        |                                        |                                        |                                        |  |

### Cuartos de final

#### Pachuca - Comunicaciones
| 10 de marzo de 2010 | Comunicaciones | 1:1 (0:1) | Pachuca    | Estadio Cementos Progreso, Ciudad de Guatemala            |                                                           |
|                     | Fonseca 72'    | Reporte   | Aguilar 1' | Asistencia: 7,438 espectadores Árbitro(s): Roberto Moreno | Asistencia: 7,438 espectadores Árbitro(s): Roberto Moreno |

| 17 de marzo de 2010 | Pachuca                  | 2:1 (0:0) | Comunicaciones | Estadio Hidalgo, Pachuca                                 |                                                          |
|                     | Aguilar 72' · Montes 88' | Reporte   | Fonseca 74'    | Asistencia: 13,000 espectadores Árbitro(s): Terry Vaughn | Asistencia: 13,000 espectadores Árbitro(s): Terry Vaughn |

#### Toluca - Columbus
| 9 de marzo de 2010 | Columbus Crew   | 2:2 (0:2) | Toluca               | Columbus Crew Stadium, Columbus                              |                                                              |
|                    | Lenhart 65' 83' | Reporte   | Sinha 19' · Ríos 44' | Asistencia: 4,402 espectadores Árbitro(s): Courtney Campbell | Asistencia: 4,402 espectadores Árbitro(s): Courtney Campbell |

| 16 de marzo de 2010 | Toluca                              | 3:2 (0:1) | Columbus Crew            | Estadio Nemesio Diez, Toluca                         |                                                      |
|                     | Mancilla 47' (pen.) · Sinha 57' 72' | Reporte   | Schelotto 45' (pen.) 70' | Asistencia: 6,946 espectadores Árbitro(s): Paul Ward | Asistencia: 6,946 espectadores Árbitro(s): Paul Ward |

#### Universidad Nacional - Marathon
| 10 de marzo de 2010 | Marathon                               | 2:0 (1:0) | UNAM | Estadio Olímpico Metropolitano, San Pedro Sula             |                                                            |
|                     | Martínez 18' (pen.) · Mejía 53' (pen.) | Reporte   |      | Asistencia: 12,297 espectadores Árbitro(s): Walter Quesada | Asistencia: 12,297 espectadores Árbitro(s): Walter Quesada |

| 17 de marzo de 2010 | UNAM                                                        | 6:1 (3:0) | Marathon           | Estadio Olímpico Universitario, México, D. F.          |                                                        |
|                     | Barrera 8' · Iñiguez 21' 35' · Bravo 50' · Palencia 62' 90' | Reporte   | Chiapas 52' (a.g.) | Asistencia: 8,500 espectadores Árbitro(s): Neal Brizan | Asistencia: 8,500 espectadores Árbitro(s): Neal Brizan |

#### Cruz Azul - Árabe Unido
| 11 de marzo de 2010 | Árabe Unido | 0:1 (0:0) | Cruz Azul   | Estadio Agustín Muquita Sánchez, La Chorrera            |                                                         |
|                     |             | Reporte   | Riveros 70' | Asistencia: 2,500 espectadores Árbitro(s): Walter López | Asistencia: 2,500 espectadores Árbitro(s): Walter López |

| 17 de marzo de 2010 | Cruz Azul                     | 3:0 (0:0) | Árabe Unido | Estadio Azul, Ciudad de México                         |                                                        |
|                     | Orozco 50' 75' · Villaluz 63' | Reporte   |             | Asistencia: 3,140 espectadores Árbitro(s): José Pineda | Asistencia: 3,140 espectadores Árbitro(s): José Pineda |

### Semifinales

#### Pachuca - Toluca
| 30 de marzo de 2010 | Toluca     | 1:1 (0:1) | Pachuca       | Estadio Nemesio Díez, Toluca                                 |                                                              |
|                     | Dueñas 78' | Reporte   | Cvitanich 34' | Asistencia: 13,898 espectadores Árbitro(s): Ricardo Arellano | Asistencia: 13,898 espectadores Árbitro(s): Ricardo Arellano |

| 7 de abril de 2010 | Pachuca     | 1:0 (1:0) | Toluca | Estadio Hidalgo, Pachuca                                          |                                                                   |
|                    | Brambila 6' | Reporte   |        | Asistencia: 29,500 espectadores Árbitro(s): Roberto García Orozco | Asistencia: 29,500 espectadores Árbitro(s): Roberto García Orozco |

#### Cruz Azul - Universidad Nacional
| 31 de marzo de 2010 | UNAM        | 1:0 (1:0) | Cruz Azul | Estadio Olímpico Universitario, México, D. F.                     |                                                                   |
|                     | Barrera 24' | Reporte   |           | Asistencia: 32,177 espectadores Árbitro(s): José Alfredo Peñaloza | Asistencia: 32,177 espectadores Árbitro(s): José Alfredo Peñaloza |

| 6 de abril de 2010 | Cruz Azul                                                          | 5:0 (1:0) | UNAM | Estadio Azul, México, D. F.                                  |                                                              |
|                    | Riveros 37' · Cervantes 74' · Cortés 77' · Chávez 84' · Lugo 90+2' | Reporte   |      | Asistencia: 28,900 espectadores Árbitro(s): Mauricio Morales | Asistencia: 28,900 espectadores Árbitro(s): Mauricio Morales |

### Final
| 21 de abril de 2010 | Cruz Azul                        | 2:1 (2:0) | Pachuca     | Estadio Azul, México, D. F.                                   |                                                               |
|                     | Villa 19' · Rodríguez 23' (a.g.) | Reporte   | Álvarez 68' | Asistencia: 16,186 espectadores Árbitro(s): Armando Archundia | Asistencia: 16,186 espectadores Árbitro(s): Armando Archundia |

| 28 de abril de 2010 | Pachuca       | 1:0 (0:0) | Cruz Azul | Estadio Hidalgo, Pachuca                                            |                                                                     |
|                     | Benítez 90+3' | Reporte   |           | Asistencia: 26,500 espectadores Árbitro(s): Marco Antonio Rodríguez | Asistencia: 26,500 espectadores Árbitro(s): Marco Antonio Rodríguez |

Nota: El título se le otorgó al Pachuca ya que ganó por la regla del gol de visitante
|                 |
| Campeón Pachuca |
| Primer título   |

## Goleadores
| Jugador            | Equipo         | Goles |
| ------------------ | -------------- | ----- |
| Ulises Mendivil    | Pachuca        | 9     |
| Orlando Rodríguez  | Árabe Unido    | 8     |
| Javier Orozco      | Cruz Azul      | 6     |
| Edgar Benítez      | Pachuca        | 5     |
| Pablo Zeballos     | Cruz Azul      | 5     |
| Jonathan Faña      | W Connection   | 5     |
| Christian Gómez    | D.C. United    | 4     |
| Carlos Pavón       | Real España    | 4     |
| Paul Aguilar       | Pachuca        | 4     |
| Walter Martínez    | Marathón       | 4     |
| Rolando Fonseca    | Comunicaciones | 4     |
| Francisco Palencia | Pumas U.N.A.M. | 4     |
| Dante López        | Pumas U.N.A.M. | 3     |
| Sinha              | Toluca         | 3     |
| Jaime Lozano       | Cruz Azul      | 3     |
| Héctor Mancilla    | Toluca         | 3     |
| Raúl Nava          | Toluca         | 3     |